# Запрометов, Николай Георгиевич
Никола́й Гео́ргиевич Запроме́тов (1893—1983) — советский миколог, фитопатолог и энтомолог, один из основоположников фитопатологии в Средней Азии, доктор сельскохозяйственных наук (1943), Заслуженный деятель науки и техники Узбекской ССР (1950).

## Биография
Родился в Ташкенте 25 декабря 1893 года. Учился на физико-математическом факультете Петроградского государственного университета, окончил его в 1916 году, получив звание кандидата естественных наук I разряда. С 1914 года работал в криптогамической лаборатории, возглавляемой Х. Я. Гоби.
Сначала работал младшим научным сотрудником Туркестанской энтомологической станции. С 1916 по 1929 год Николай Георгиевич заведовал фитопатологическим отделением Узбекской опытной станции защиты растений. В 1929—1931 был заместителем директора станции защиты растений СоюзНИХИ, а также исполнял обязанности заведующего отделом защиты наркомзема Туркестанской республики. С 1918 по 1929 Н. Г. Запрометов являлся заместителем декана сельскохозяйственного факультета Туркестанского народного университета. Также руководил кафедрой защиты растений Среднеазиатского государственного университета.
В 1929 году получил звание профессора. С 1931 по 1943 последовательно преподавал в нескольких ташкентских институтах. В частности, в 1934—1935 Запрометов преподавал в Среднеазиатской высшей сельскохозяйственной школе, с 1934 по 1946 читал курс фитопатологии на Среднеазиатских курсах усовершенствования агрономов по защите растений. В 1943 году он получил степень доктора сельскохозяйственных наук, а также стал заведующим кафедрой фитопатологии Ташкентского сельскохозяйственного института.
Занимался изучением болезней винограда (в частности, способов борьбы с оидиумом), хлопчатника и шелковицы, систематики паразитических грибов Туркестана. В 1950 году стал Заслуженным деятелем науки и техники Узбекской ССР.
Скончался в Москве 1 апреля 1983 года.

## Некоторые научные работы
- Запрометов Н. Г. К вопросам развития и лечения грибных болезней виноградной лозы в условиях Средней Азии. — Ташкент, 1925. — С. 1—23.
- Запрометов Н. Г. Болезни хлопчатника. — Ташкент, 1929. — С. 1—33.
- Запрометов Н. Г. Болезни масличных культур в Средней Азии (узб.). — Ташкент, 1934. — С. 1—34.
- Запрометов Н. Г., Михайлов Е. Н. Болезни шелковицы. — Ташкент, 1937. — 49 с.
- Запрометов Н. Г. Курчавость листьев — вирусная болезнь хлопчатника. — Ташкент, 1937. — С. 1—102.
- Запрометов Н. Г. Болезни люцерны. — Ташкент, 1941. — С. 1—80.
- Запрометов Н. Г. Гоммоз хлопчатника. — Ташкент, 1941. — С. 1—151.

## Виды, названные в честь Н. Г. Запрометова
- Nigrodiplodia zaprometovii Kravtzev, 1955